# 孟幹
孟幹（？—？），益州建寧郡人，蜀漢至西晉初期將領。

## 生平
蜀漢南中都督霍弋帳下牙門將，蜀亡後隨霍弋降魏，晉代魏後又歸屬於晉朝。
吳交阯郡吏呂興起事反抗吳國統治，引發「交阯之亂」，霍弋上表希望由爨谷擔任交趾太守，並派遣牙門將軍建寧爨谷、董元、毛炅、孟幹、孟通、爨熊、李松、王素等支援叛吳的呂興。但人還沒到，呂興死在功曹李統之手，不久李統也被爨谷、孟幹、毛炅、董元等擊敗。寶鼎三年（268年，晉泰始四年），吳國派劉俊等引兵來討伐，毛炅隨時任交阯太守的楊稷數次擊敗吳軍，後南中監軍霍弋又遣犍為楊稷代融，與將軍毛炅，九真太守董元，牙門孟幹、孟通、李松、王業、爨能等，自蜀出交阯，毛炅與董元則一起攻擊吳軍駐地合浦，在古城大敗吳軍，毛炅在戰中陣斬吳國大將修則，吳將劉俊也在戰鬥中陣亡。後因寡不敵眾，以及陶璜約降城中守將王約，在裏應外合之下攻陷交阯，斬殺張登、孟通、邵暉及兩千餘守軍，毛炅糧盡不得已而投降。陶璜看中他武勇，想要赦免他，而修則的兒子修允堅持要處死他，毛炅寧死不屈，被剖腹割心依然叫罵不止。楊稷、毛炅、孟幹、爨能、李松等人被擒，最終交趾失守，孟幹、李松、楊稷、爨能等則詐降私下盟誓，立志等將來伺機逃回晉國。
後來在被押往建業的途中，楊稷在合浦病逝，吳軍將其首級送回建業，屍體拋入海中。孟幹等人押至建業後，吳主孫皓本想將他們處死，有朝臣勸孫皓寬宥他們以招攬敵國邊將，於是孫皓改判孟幹等人流放到臨海（今浙江省台州市）。孟幹等人擔心流放到東方後不便於北歸，聽說吳人喜歡蜀地的竹弩，便稱自己能夠製作，因此被留在了建業。吳鳳凰二年（西元273年，晉泰始九年），三人看準時機，從吳地逃往晉國，爨能、李松在途中被捕後處死，僅孟幹成功到達洛陽（今河南省洛陽市）。孟幹向司馬炎敘說了事件的原委，並進言討伐吳國。當初晉武帝本打算封楊稷為交州刺史、毛炅為交阯太守，因有傳聞稱他們投降吳國而未實行。晉武帝聽孟幹訴說了事情的原委後，下令追封楊稷為交州刺史，封孟幹為日南太守，詔令毛炅、爨能、李松的兒子襲爵，並賜毛炅的另外三個兒子為關內侯。